# Base Robert Guillard
La base Robert Guillard (en francés: Base antarctique Robert Guillard), previamente llamada base Cabo Prud'homme, es una estación científica de verano de Francia en la Antártida, operada en conjunto con Italia. Está situada en el cabo André Prud’homme a 5 km de la isla de los Petreles del archipiélago de Punta Geología en la Tierra Adelia, lugar en donde está la base Dumont d'Urville. La base fue establecida en 1994 y es administrada por el Instituto Polar Paul-Émile Victor de Francia y por el Programa Nacional de Investigaciones en la Antártida de Italia.
El cabo André Prud'homme en la costa de la Tierra Adelia se eleva desde la bahía Pierre Lejay y es uno de los pocos lugares en el archipiélago de Punta Geología en donde es posible la llegada de barcos. A partir de él se tiene acceso a la capa de hielo de la Antártida. Su nombre recuerda al meteorólogo francés André Prud'homme (1920-1959), quien desapareció cerca del cabo el 7 de enero de 1959 en una tormenta de nieve.
El nuevo nombre de la base recuerda a Robert Guillard (1919-2013), un investigador polar francés y jefe de las expediciones antárticas francesas, quien desde 1947 a 1984 participó en 44 expediciones polares a Groenlandia y a la Antártida. Fue jefe de la base Dumont d'Urville en 4 oportunidades.
La base se ubica a 10 m s. n. m. y funciona como un anexo de Dumont d'Urville entre los meses de noviembre y febrero. Se utiliza para la organización de convoyes terrestres de suministros para la base franco-italiana Concordia, situada 1100 km al interior del continente en el domo C. Forma parte integral del proyecto Concordia, base para la cual es su puerta de entrada para el transporte de herramientas y equipos pesados, dejados por el buque de reabastecimiento L’Astrolabe en la base Dumont d'Urville. El sitio se usó desde 1955 como por las expediciones francesas al interior del continente.
Pocas actividades científicas se llevan a cabo en la base Robert Guillard, a excepción de algunos estudios del glaciar Astrolabe.
Las instalaciones cubren 830 m², de los cuales 20 m² ocupan los laboratorios y 15 m² el área médica. Para alojamiento del personal existen 22 camas. La base acoge a 10 personas en verano, quienes son los técnicos que trabajan en el mantenimiento del equipo de travesía, así como los conductores a cargo de los 3 convoyes por año. Los científico son en general 8 en el verano. 

## Aeródromo
Existe una pista de hielo para aviones pequeños con esquíes (Twin Otter o Basler BT-67) para los enlaces entre Concordia y la italiana base Mario Zucchelli que recibe el nombre a aeródromo D-10 y se halla a 3,9 km de la base en la capa de hielo. Tiene una longitud de 1300 m y un ancho de 50 m y recibe unos 5 viajes al año desde octubre a febrero.

### Puente aéreo de los Twin Otter
El transporte liviano de cargas y pasajeros entre las bases Mario Zucchelli, Dumont d'Urville y Concordia es realizado por aviones con esquíes Twin Otter desde fines de octubre hasta que las condiciones del hielo lo permitan en febrero. Uno o dos aviones soportan las investigaciones científicas transportando material y equipos principalmente hacia la base Concordia en el domo C. Pueden transportar una tonelada de mercancías o 6 pasajeros con su equipaje polar y su alcance es de menos de 1000 km. Estos aviones pertenecen a la compañía canadiense Kenn Borek Air y en temporada estival austral parten de su base en Calgary (Canadá) con piloto, copiloto y mecánico viajando a la Antártida en un viaje de dos semanas vía Punta Arenas en Chile. En el aeródromo de Punta Rothera cambian sus ruedas por esquíes y luego pasando por el aeródromo Jack F. Paulus en el polo sur alcanzan la base McMurdo antes de llegar a Zucchelli.
En los viajes entre la pista menor del aeródromo de la base Zucchelli y el aeródromo de Concordia (1165 km) los aviones hacen escala en el aeródromo Mid Point, ubicado a 532 km de Zucchelli. En caso de no estar disponibles ninguna de las pistas de hielo marino de Zucchelli, los aviones utilizan el aeródromo Lago Enigma o el aeródromo Paso Browning. Entre Zucchelli y el aeródromo D-10 de la base Robert Guillard los vuelos son de 1263 km, debiendo hacer escala de reabastecimiento en el campamento Domo Talos a 258 km de Zucchelli. Previamente se utilizó el aeródromo Sitry a 601 km de Zucchelli y a 653 km de S-10, pero debió abandonarse por los sastrugis. Entre S-10 y Concordia (1160 km) la escala se realiza en el aeródromo D-85 a 414 km de S-10.